# Mordellistena secreta
Mordellistena secreta is een keversoort uit de familie spartelkevers (Mordellidae). De wetenschappelijke naam van de soort is voor het eerst geldig gepubliceerd in 1983 door Horák.